# Gail jezik
Gail jezik (ISO 639-3: gic), neklasificirani jezik koji se koristi među homoseksualnom populacijom u urbanim središtima Južnoafričke Republike, prvenstveno u gradovima Johannesburg, Pretoria, Cape Town, Durban, Bloemfontein i Port Elizabeth.
U Johannesburgu temeljen je na engleskom [eng], u Pretoriji više na afrikaans [afr]. Govori ga oko 20 000 ljudi jedino kao drugi ili treći jezik

## Vanjske poveznice
- Ethnologue (14th)
- Ethnologue (15th)